# PGM (système d'arcade)
Pour les articles homonymes, voir PGM.

Logo officiel du système PGM

Le PGM est un système d'arcade JAMMA à cartouches, conçu par la société taïwanaise IGS.

## Description

Design du nom Polygame Master

Le système PGM, dont l'acronyme signifie PolyGame Master, a été lancé en 1997, simultanément avec les jeux Oriental Legend et  Dragon World 2.
Il est très inspiré sur le concept du système à cartouche Neo-Geo MVS sorti six ans plus tôt et qui rencontre à l'époque un immense succès. Le but est de concurrencer directement le system Neo-Geo MVS. L'aspect du système PGM, sa taille, et le format des cartouches est très proche du Neo-Geo MVS, mais arbore une couleur rouge alors que le système MVS est de couleur noire. Le PGM est également techniquement légèrement plus performant.
Afin de s'assurer du succès du système PGM, IGS développe des jeux de qualité, mais de facture classique : des jeux de combat (The Killing Blade, Martial Masters), des beat'em all (Knights of Valour, Oriental Legends, The Gladiator), des puzzle-games (Puzzle Star, Puzzli 2), des quiz, et même un jeu inspiré de la série de jeu Neo-Geo Mvs Metal Slug : Demon Front, afin d'avoir une ludothèque aussi proche que possible de la Neo-Geo. IGS est quasiment la seule société à avoir développé des jeux sous forme de cartouche sur son système PGM, à l'exception du jeu Martial Masters développé par la société sud-coréenne Andamiro,.

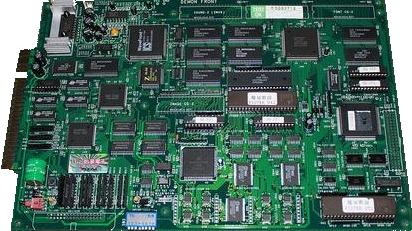
Le jeu Demon Front au format PCB

Le système PGM va connaître une évolution. Entre 2001 et 2005, sept jeux sont sortis sous forme de PCB, qui embarquent sur une même plaque, les composants de la carte mêre et le jeu. Il suffit de brancher la PCB sur le port jamma de la borne d'arcade pour jouer. Parmi ces sept jeux, trois jeux n'existent pas en version cartouche et possèdent un bios PGM custom : les shoot'em up Cave DoDonPachi Dai Ou Jou, Espgaluda et Ketsui: Kizuna Jigoku Tachi. Quelques jeux présentent des problèmes sonore assez étranges dans leur version PCB. Par exemple, le jeu The Gladiator possède les musiques de Demon Front au lieu d'avoir les musiques de sa version cartouche.
Chaque jeu PGM dispose d'un cryptage anti-copie unique. C'est pour cette raison que tous les jeux PGM ne sont pas encore émulés, leur code n'ayant pas encore été décrypté.
Le dernier jeu PGM, Spectral vs. Generation, est sorti en 2005, neuf ans après la sortie du système PGM. Un seul jeu PGM sortit sous forme de cartouche a été converti sur console, il s'agit de Spectral vs Generation, sortit sur PlayStation 2 et PlayStation Portable en 2006, conversion sur cette dernière réalisée par la société franco-japonaise HyperDevbox Japan.
Successeur du PGM, le PGM2, est sorti au début de l'année 2008, avec comme premier jeu Oriental Legend 2.

## Spécifications techniques

### Processeur
- Motorola 68000 cadencé à 20 MHz

### Audio
Processeur
- Zilog Z80 cadencé à 8,468 MHz
- ARM7 cadencé à 20 MHz

Puce sonore
- ICS2115 32 canaux PCM cadencé à 8,468 MHz

### Affichage
- Résolution : 448*224
- Nombre de sprites maximum à l'écran : 1200
- Nombre de joueurs maximum : 4 avec câble de raccordement

## Liste des jeux
| Titre                                                                       | Développeur | Éditeur | Système               | Genre | Date |
| --------------------------------------------------------------------------- | ----------- | ------- | --------------------- | ----- | ---- |
| Demon Front                                                                 | IGS         | IGS     | PGM (cartouche + pcb) |       | 2002 |
| DoDonPachi Dai Ou Jou                                                       | IGS / Cave  | IGS     | PGM (pcb)             |       | 2002 |
| DoDonPachi Dai Ou Jou Black Label                                           | IGS / Cave  | IGS     | PGM (pcb)             |       | 2002 |
| DoDonPachi II: Bee Storm                                                    | IGS / Cave  | IGS     | PGM                   |       | 2001 |
| Dragon World 2 / China Dragon 2 / Chuugoku Ryuu 2                           | IGS         | IGS     | PGM                   |       | 1997 |
| Dragon World 2001 / China Dragon 4 / Chuugoku Ryuu 4                        | IGS         | IGS     | PGM                   |       | 2001 |
| Dragon World 3 / China Dragon 3 / Chuugoku Ryuu 3                           | IGS         | IGS     | PGM                   |       | 1998 |
| Dragon World 3 Special / China Dragon 3 Special / Chuugoku Ryuu 3 Special   | IGS         | IGS     | PGM                   |       | 2000 |
| Dragon World Pretty Chance                                                  | IGS         | Alta    | PGM                   |       | 2001 |
| Espgaluda                                                                   | Cave        | IGS     | PGM (pcb)             |       | 2003 |
| Happy 6-in-1                                                                | IGS         | IGS     | PGM                   |       | 2001 |
| Ketsui: Kizuna Jigoku Tachi                                                 | Cave        | IGS     | PGM (pcb)             |       | 2002 |
| Killing Blade / Gouken Kyoutou                                              | IGS         | IGS     | PGM                   |       | 1997 |
| Knights of Valour / Sangoku Senki                                           | IGS         | IGS     | PGM                   |       | 1999 |
| Knights of Valour 2 / Sangoku Senki 2                                       | Alta        | IGS     | PGM                   |       | 2000 |
| Knights Of Valour 2 / Sangoku Senki 2                                       | IGS         | IGS     | PGM                   |       | 2000 |
| Knights Of Valour 2 Plus: Nine Dragons / Sangoku Senki 2 Plus: Nine Dragons | IGS         | IGS     | PGM                   |       | 2000 |
| Knights Of Valour Plus / Knights Of Valour In Three Kingdoms                | IGS         | IGS     | PGM                   |       | 1999 |
| Knights of Valour Superheroes                                               | IGS         | IGS     | PGM                   |       | 1999 |
| Knights of Valour Superheroes Plus                                          | IGS         | IGS     | PGM                   |       | 2004 |
| Knights of Valour Superheroes: Yi Tong Zhong Yuan                           | IGS         | IGS     | PGM                   |       | 1999 |
| Martial Masters                                                             | IGS         | IGS     | PGM (cartouche + pcb) |       | 2001 |
| Oriental Legend / Xi Yo Gi Shi Re Zuang                                     | IGS         | IGS     | PGM                   |       | 1997 |
| Oriental Legend Special / Xi You Shi E Zhuan Super                          | IGS         | IGS     | PGM                   |       | 1999 |
| Oriental Legend Special Plus / Xi You Shi E Zhuan Super Plus                | IGS         | IGS     | PGM                   |       | 2004 |
| Photo Y2K / Real and Fake                                                   | IGS         | IGS     | PGM                   |       | 1999 |
| Photo Y2K 2 / Real and Fake 2                                               | IGS         | IGS     | PGM                   |       | 2000 |
| Puzzle Star                                                                 | IGS         | IGS     | PGM                   |       | 2000 |
| Puzzli 2                                                                    | IGS         | IGS     | PGM                   |       | 1999 |
| Puzzli 2 Super                                                              | IGS         | IGS     | PGM                   |       | 2001 |
| SVG: Spectral vs Generation                                                 | IGS         | IGS     | PGM (cartouche + pcb) |       | 2005 |
| The Gladiator: Road of the Sword / The Gladiator / Road of the Sword        | IGS         | IGS     | PGM                   |       | 2003 |
| The Killing Blade / Gouken Kyoutou                                          | IGS         | IGS     | PGM                   |       | 1998 |
| The Killing Blade Plus / Gouken Kyoutou Plus                                | IGS         | IGS     | PGM                   |       | 2005 |